# Kirche Oberhelfenschwil

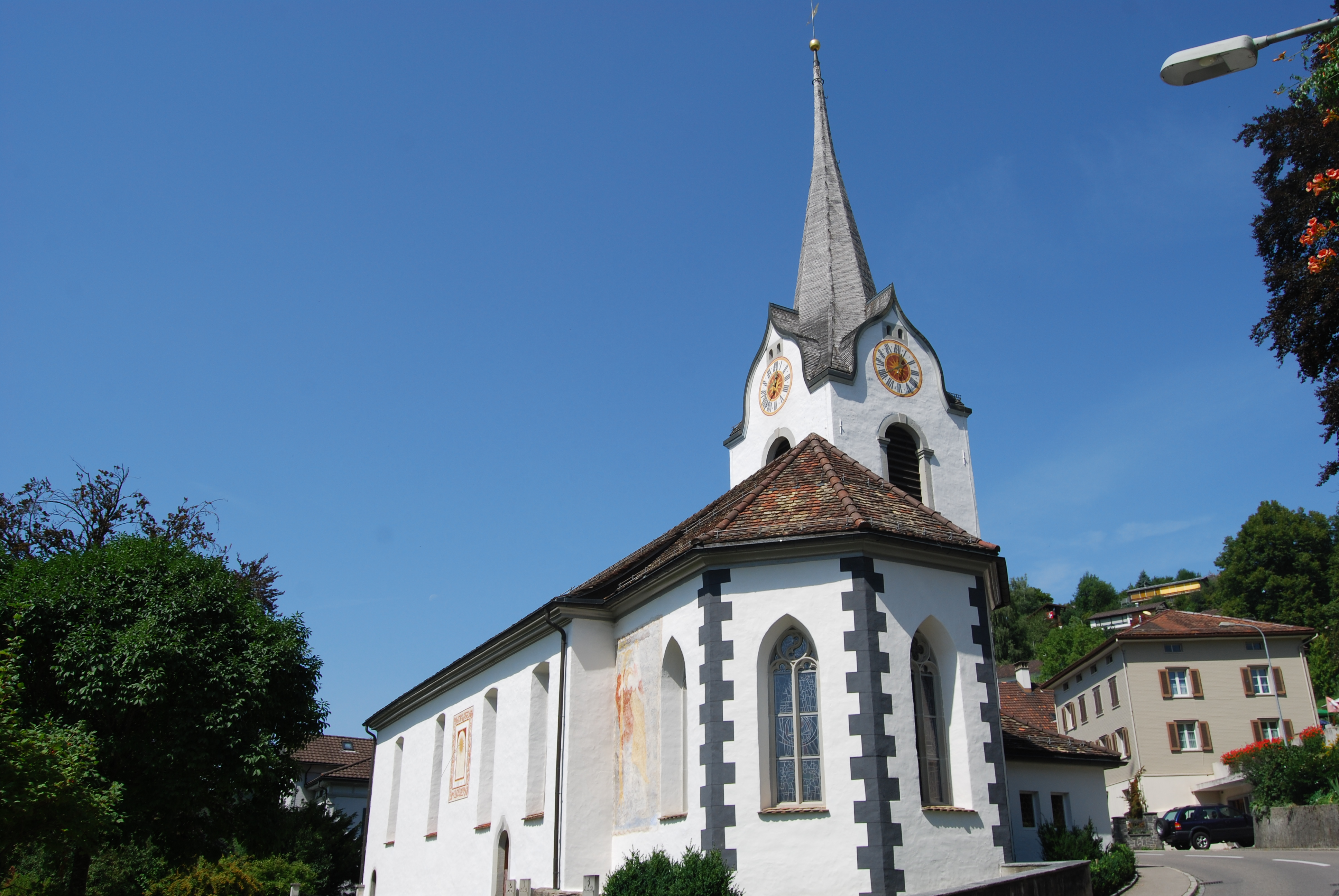
Kirche Oberhelfenschwil

Die Kirche Oberhelfenschwil ist ein paritätisch von Reformierten und Katholiken genutztes Gotteshaus in Oberhelfenschwil im st.-gallischen Toggenburg.

## Geschichte

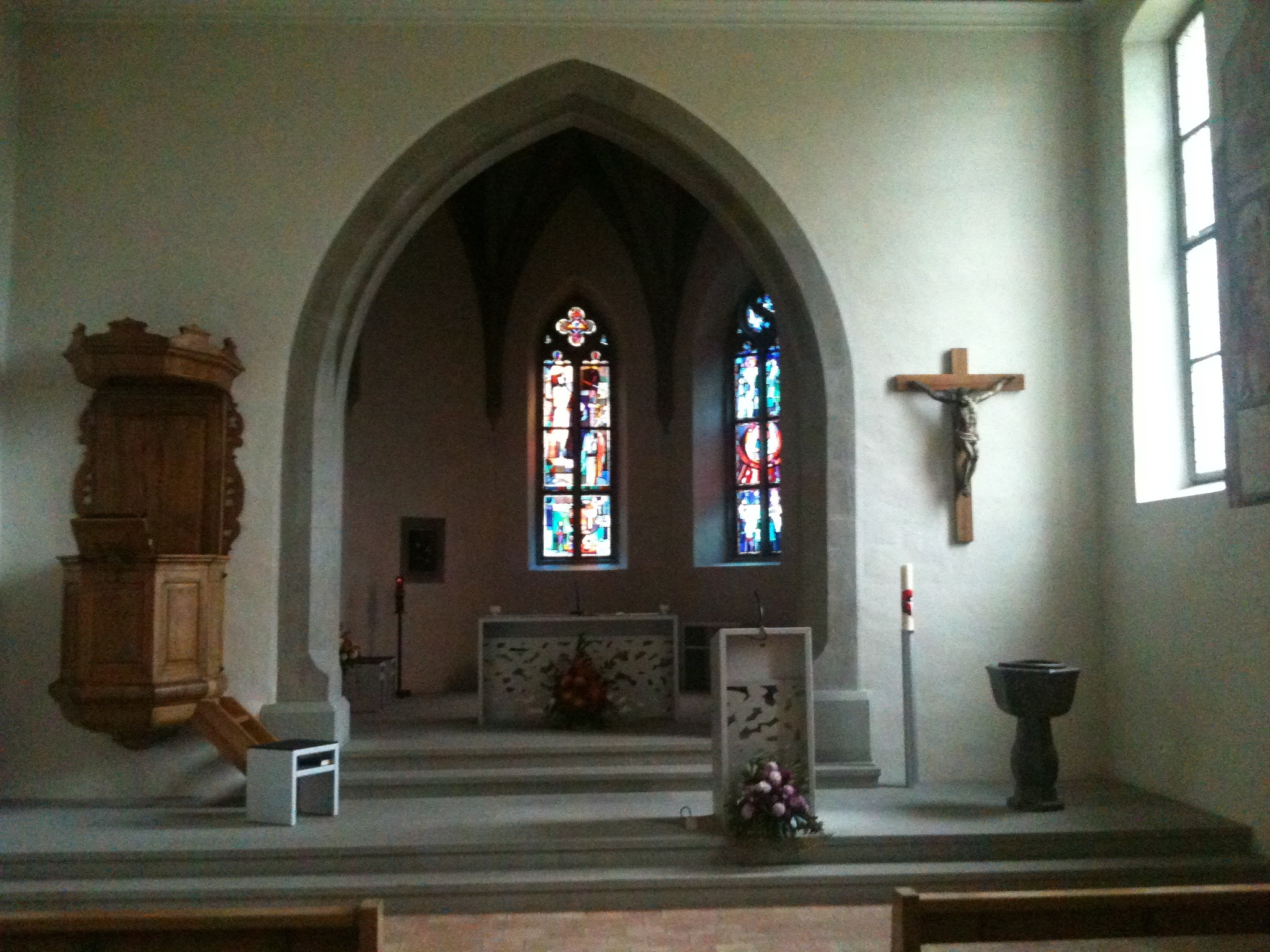
Blick in den Chor; links die Kanzel der Reformierten, rechts das Krucifix der Katholiken

Die Oberhelfenschwiler Kirche wird 1336 ersturkundlich erwähnt. Überdauert hat von dieser hochmittelalterlichen Kirche nur noch die Nordwand. Dort wurden 1973 kleine Fenster aufgefunden, deren Bausubstanz die Stilepoche der Romanik bezeugt. Circa 1450 wurde der Chor erheblich erweitert und durch einen Kielbogen vom Kirchenraum getrennt. Bis 1833 hielt sich das gotisch geprägte Aussehen der Kirche.
Dann wurde aus Platzgründen das Schiff der Kirche verlängert, zudem eine Empore eingefügt. Die Fresken, die sich an der nach Süden ausgerichteten Seitenwand befinden, gehen zurück auf die zweite Hälfte des 16. Jahrhunderts.

## Konfessionelle Parität
Besonderheit der Oberhelfenschwiler Kirche sind ihre Nutzungsrechte: Seit der Reformationszeit, von 1534 an, wird die Kirche von beiden grossen christlichen Konfessionen gemeinsam genutzt.

## Galerie

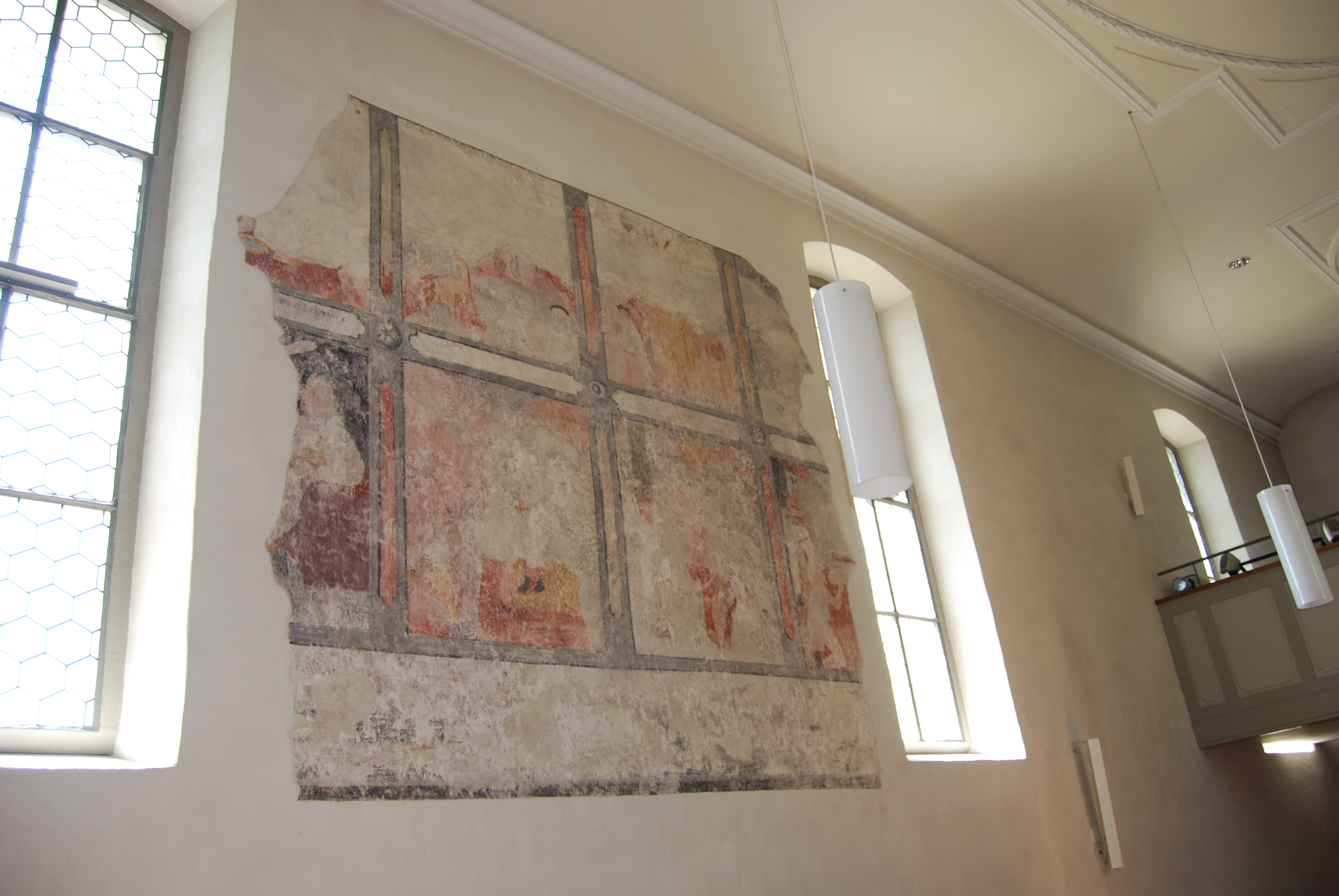
Mittelalterliche Fresken in der Kirche
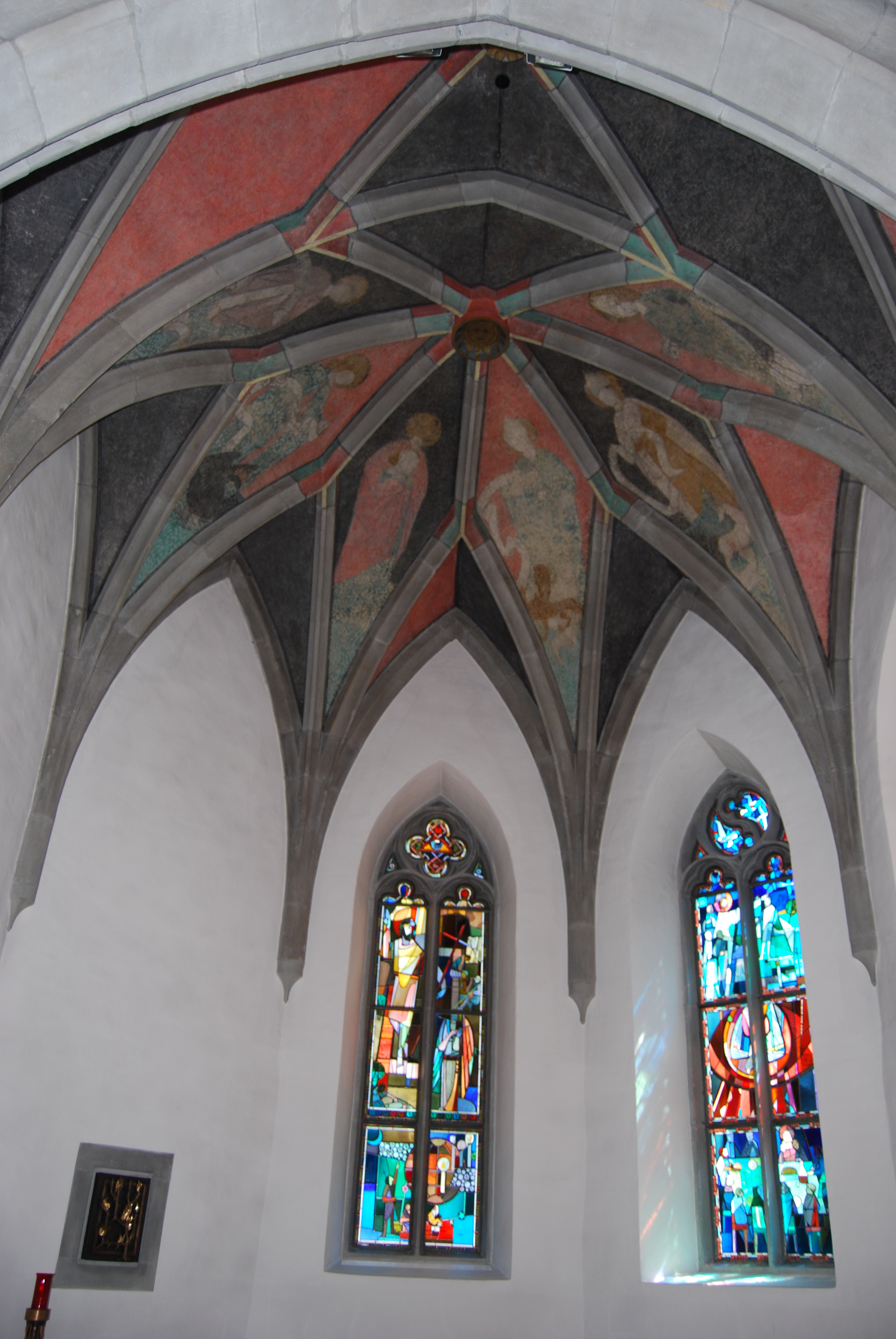
Deckenfresken und Glasmalereien in der Apsis der Kirche